# EMG1
EMG1 (англ. EMG1, N1-specific pseudouridine methyltransferase) – білок, який кодується однойменним геном, розташованим у людей на короткому плечі 12-ї хромосоми. Довжина поліпептидного ланцюга білка становить 244 амінокислот, а молекулярна маса — 26 720.
| 10         |  | 20         |  | 30         |  | 40         |  | 50         |
| ---------- |  | ---------- |  | ---------- |  | ---------- |  | ---------- |
| MAAPSDGFKP |  | RERSGGEQAQ |  | DWDALPPKRP |  | RLGAGNKIGG |  | RRLIVVLEGA |
| SLETVKVGKT |  | YELLNCDKHK |  | SILLKNGRDP |  | GEARPDITHQ |  | SLLMLMDSPL |
| NRAGLLQVYI |  | HTQKNVLIEV |  | NPQTRIPRTF |  | DRFCGLMVQL |  | LHKLSVRAAD |
| GPQKLLKVIK |  | NPVSDHFPVG |  | CMKVGTSFSI |  | PVVSDVRELV |  | PSSDPIVFVV |
| GAFAHGKVSV |  | EYTEKMVSIS |  | NYPLSAALTC |  | AKLTTAFEEV |  | WGVI       |

A: Аланін

C: Цистеїн

D: Аспарагінова кислота

E: Глутамінова кислота

F: Фенілаланін

G: Гліцин

H: Гістидин

I: Ізолейцин

K: Лізин

L: Лейцин

M: Метіонін

N: Аспарагін

P: Пролін

Q: Глутамін

R: Аргінін

S: Серин

T: Треонін

V: Валін

W: Триптофан

Кодований геном білок за функціями належить до трансфераз, метилтрансфераз, фосфопротеїнів. 
Задіяний у таких біологічних процесах, як процесмнг рРНК, біогенез рибосом, ацетилювання. 
Білок має сайт для зв'язування з РНК, рРНК, S-аденозил-L-метіоніном. 
Локалізований у ядрі.